# Gradowiec (gmina Wohyń)
Gradowiec – kolonia w Polsce położona w województwie lubelskim, w powiecie radzyńskim, w gminie Wohyń.
W latach 1975–1998 miejscowość administracyjnie należała do województwa bialskopodlaskiego.